# Дии
Дии (др.-греч. Δίοι, лат. Dii) — фракийское племя, упоминаемое в античных источниках.

Дии на карте Фракии

Царь Ситалк в 429 году до н. э., готовясь к кампании против Македонии, нанял большой отряд воинов из независимого фракийского племени диев, вооруженных кинжалами и живущих большею частью на Родопе. В 413 году до н. э., во время Пелопонесской войны, афиняне наняли 1300 пельтастов-диев для участия в экспедиции на Сицилию. Но они прибыли в Афины с опозданием. А так как каждый наемник получал ежедневно по драхме, их содержание обходилось слишком дорого и этих фракийцев решили отправить обратно. По пути они под командованием Диитрефа разгромили союзный Спарте Микалесс, но вскоре были разбиты фиванцами, потеряв 250 из 1300 воинов.
В 21 году н. э., в четвёртое консульство Тиберия и второе консульство Друза Младшего произошло восстание против римлян различных племен, включая диев (Койлалетская война). Тацит в своих Анналах сообщает, что восставшие осадили фракийского царя Реметалка II в Филиппополе. Тогда распространился слух, будто Рим собирается разъединить их друг с другом и, перемешав с другими народностями, отправить в дальние страны. В 26 году н. э. Гай Поппей Сабин подавил восстание фракийцев, за что получил триумфальные отличия. В 46 году н. э. Фракия объявлена римской провинцией.